# Jean-Charles Villers
Pour les articles homonymes, voir Villers.
Jean-Charles Villers (25 janvier 1749, Rennes, paroisse Toussaints,, - 17 mars 1814, Rennes) est un administrateur français de l'intendance militaire.

## Biographie
Frère jumeau de François-Toussaint Villers, il est le fils de Charles Villers et de Georgine Mouezy. Il se marie en 1783 à Marie Jeanne Perrine Le Meur, fille de Jean-François Le Meur, sieur des Hayes, procureur au présidial de Rennes, et de Mathurine Marguerite Chevy, dame de La Martinière. Il est le beau-père du baron Gabriel Noury.
Il est employé en qualité de chef dans les bureaux de l'Intendance de Bretagne du 1er mai 1774 jusqu'à la suppression des intendances en 1790. Puis il occupe les fonctions de chef des bureaux du district de Rennes du 1er juillet 1790 au 3 avril 1792, date à laquelle il devient premier secrétaire de l'administration générale de l'armée du Centre.
Nommé commissaire des guerres le 16 octobre 1792, il est attaché en cette qualité à l'armée des côtes de Brest. Suspendu par les représentants en mission le 12 brumaire an II (2 novembre 1793), le comité de salut public le réintègre dans ses fonctions le 10 pluviôse (29 janvier 1794) suivant, puis il est nommé commissaire-ordonnateur le 25 prairial an III (13 juin 1795), dans la même armée jusqu'en l'an IV. Puis il passe dans l'armée de l'Ouest.
Le 17 nivôse an X (7 janvier 1802), il devient l'un des 35 commissaires-ordonnateurs créés par l'arrêté des consuls du 18 vendémiaire an IX (10 octobre 1800) sur l'organisation de l'armée, étant affecté à la 13e division militaire (Rennes). Le 4 germinal an XII (25 mars 1804), il est fait chevalier de la Légion d'honneur.
Mis à la solde de retraite par décret impérial du 7 février 1812, il est cependant maintenu dans ses fonctions à titre provisoire. Il meurt à Rennes à l'âge de 65 ans, le 17 mars 1814 à sept heures du soir.